# Nøgne Ø
Nøgne Ø è un birrificio, fondato nel 2002 da Gunnar Wiig e Kjetil Jikiun a Grimstad in Norvegia.

## Brevi particolari
Il nome della fabbrica di birra, Nøgne Ø, significa "isola nuda" in danese antico. Il nome è stato scelto da una poesia norvegese del XIX secolo ben nota chiamata Terje Vigen scritta da Henrik Ibsen, pubblicata nel 1862, il quale per un certo tempo ha lavorato come apprendista farmacista a Grimstad.

## La birra

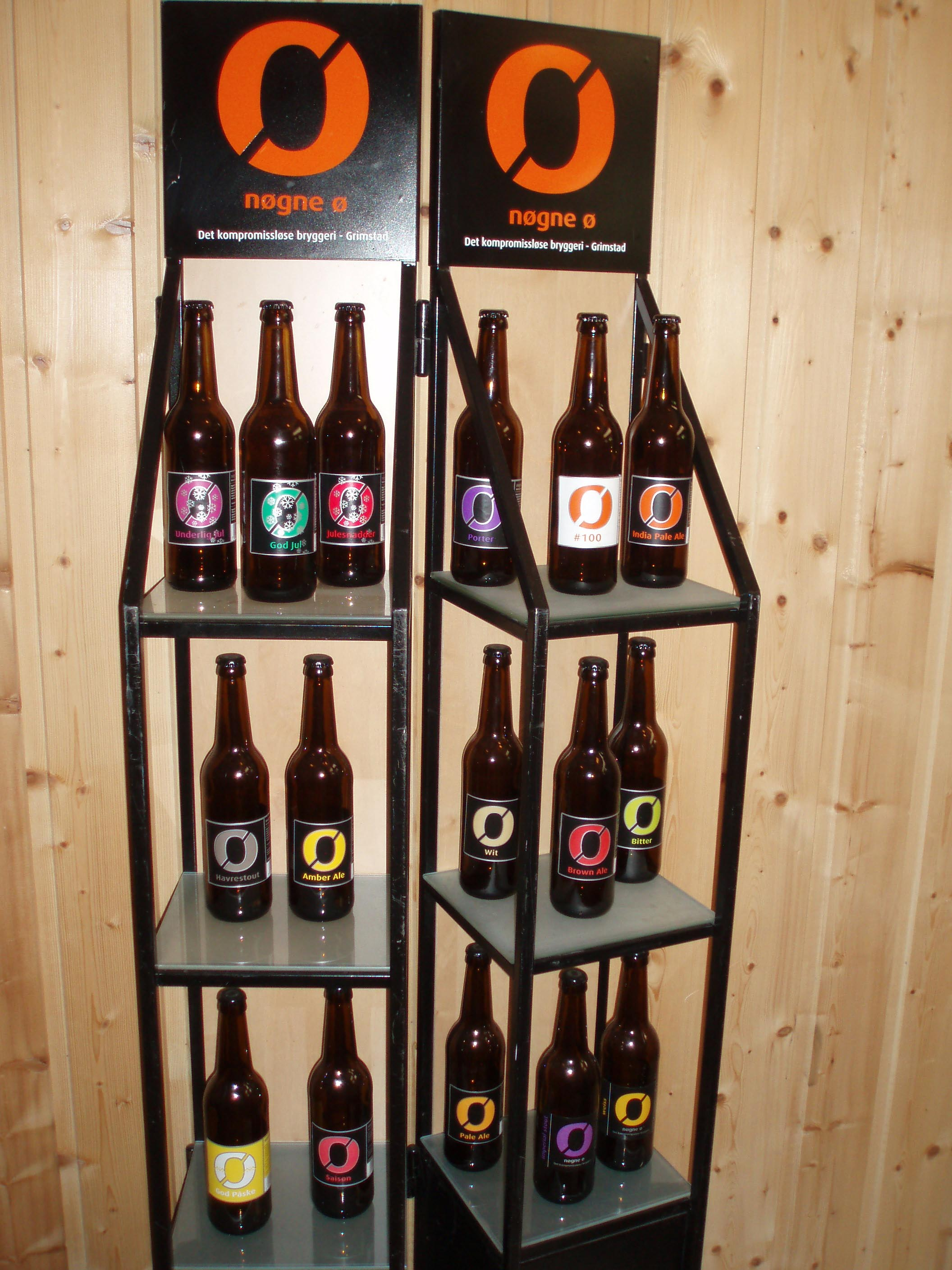
Nøgne Ø.

La fabbrica di birra produce una gamma di birre, compresa una birra inglese ambrata, la quale è una birra semi-scura con il 6% di alcool (vol) usando i luppolo Chinook, con il 4,5% di alcool (vol). In tutto ci sono circa 18 varietà di birra prodotta (giugno del 2006), l'unica birra Imperial scura si può trovare solo localmente a Grimstad o al Christiania Restaurant a Oslo.
Dopo la più cercata birra di nome Dark Horizon. È la Russian Imperial Stout con il 16% di alcool (vol).

## Marche prodotte
- Nøgne Ø # 100, una birra con il 10% di alcool (vol), e un valore IBU di 80, viene servita ad una temperatura di circa 16 °C in bicchieri Snifter o Tulip.
- Nøgne Ø Amber, una birra con il 6% di alcool (vol), e un valore IBU di 30, viene servita ad una temperatura di circa 10 °C in bicchieri da Pinta.
- Nøgne Ø Beyond The Pale Ale, una birra con il 5,9% di alcool (vol), e un valore IBU di 70, viene servita in bicchieri Lager. Questa marca è stata ritirata dal commercio.
- Nøgne Ø Bitter, una birra con il 4,5% di alcool (vol), e un valore IBU di 30, viene servita ad una temperatura di circa 8 °C in bicchieri da Pinta.
- Nøgne Ø Brown Ale, una birra con il 4,5% di alcool (vol), e un valore IBU di 27, viene servita in Boccale.
- Nøgne Ø Dark Horizon First Edition, una birra con il 16% di alcool (vol), e un valore IBU di 75, viene servita in bicchieri Snifter.
- Nøgne Ø God Jul, una birra stagionale prodotta in Inverno con l'8,5% di alcool (vol), e un valore IBU di 30, viene servita ad una temperatura di circa 12 °C.
- Nøgne Ø God Påske 2005-2006, una birra stagionale prodotta in Primavera con il 6% di alcool (vol). Questa marca è stata ritirata dal commercio.
- Nøgne Ø God Påske 2007, una birra stagionale prodotta in Primavera con il 6% di alcool (vol), e un valore IBU di 30, viene servita ad una temperatura di circa 8 °C in bicchieri Lager.
- Nøgne Ø Havre Stout, una birra con il 4,5% di alcool (vol), e un valore IBU di 20, viene servita ad una temperatura di circa 8 °C in bicchieri da Pinta.
- Nøgne Ø Imperial Brown Ale, una birra con il 7,5% di alcool (vol), e un valore IBU di 30, viene servita ad una temperatura di circa 12 °C.
- Nøgne Ø Imperial Stout, una birra con il 9% di alcool (vol), e un valore IBU di 75, viene servita ad una temperatura di circa 10 °C in bicchieri Snifter.
- Nøgne Ø India Pale Ale, una birra con il 7,5% di alcool (vol), e un valore IBU di 60, viene servita ad una temperatura di circa 10 °C in bicchieri Tulip.
- Nøgne Ø Julenatt, una birra stagionale prodotta in Inverno con il 6% di alcool (vol), viene servita in bicchieri da Pinta. Questa marca è stata ritirata dal commercio.
- Nøgne Ø Julesnadder, una birra stagionale prodotta in Inverno con il 4,5% di alcool (vol), e un valore IBU di 25, viene servita ad una temperatura di circa 8 °C in bicchieri da Pinta.
- Nøgne Ø Pale Ale, una birra con il 6% di alcool (vol), e un valore IBU di 40, viene servita ad una temperatura di circa 8 °C in bicchieri Lager.
- Nøgne Ø Porter, una birra con il 7% di alcool (vol), e un valore IBU di 30, viene servita ad una temperatura di circa 10 °C in bicchieri da Pinta.
- Nøgne Ø Saison, una birra con il 6,5% di alcool (vol), e un valore IBU di 25, viene servita ad una temperatura di circa 8 °C in bicchieri Tulip.
- Nøgne Ø Trippel, una birra con l'8% di alcool (vol), e un valore IBU di 30, viene servita ad una temperatura di circa 10 °C in bicchieri Tulip.
- Nøgne Ø Underlig Jul, una birra stagionale prodotta in Inverno con il 6,5% di alcool (vol), e un valore IBU di 30, viene servita ad una temperatura di circa 10 °C in bicchieri Lager.
- Nøgne Ø Weiss, una birra con il 4,7% di alcool (vol), e un valore IBU di 18, viene servita ad una temperatura di circa 6 °C. Questa marca è stata ritirata dal commercio.
- Nøgne Ø Winter Ale, una birra stagionale prodotta in Inverno con l'8,5% di alcool (vol), e un valore IBU di 30, viene servita ad una temperatura di circa 12 °C.
- Nøgne Ø Wit, una birra con il 4,5% di alcool (vol), e un valore IBU di 20, viene servita ad una temperatura di circa 8 °C.